# Willard (New Mexico)
Willard is een plaats (village) in de Amerikaanse staat New Mexico, en valt bestuurlijk gezien onder Torrance County.

## Demografie
Bij de volkstelling in 2000 werd het aantal inwoners vastgesteld op 240.
In 2006 is het aantal inwoners door het United States Census Bureau geschat op 253, een stijging van 13 (5,4%).

## Geografie
Volgens het United States Census Bureau beslaat de plaats een oppervlakte van
2,0 km², geheel bestaande uit land. Willard ligt op ongeveer 1859 m boven zeeniveau.

## Plaatsen in de nabije omgeving
De onderstaande figuur toont nabijgelegen plaatsen in een straal van 32 km rond Willard.